# Lichtenau (Weichering)
Lichtenau ist ein Kirchdorf und Ortsteil der oberbayerischen Gemeinde Weichering, Landkreis Neuburg-Schrobenhausen.

## Ehemalige Gemeinde
Bis zur Eingemeindung am 1. Mai 1978 bildete es eine selbstständige Gemeinde, zunächst im Landkreis Neuburg an der Donau, der ab dem 1. Mai 1973 in Landkreis Neuburg-Schrobenhausen umbenannt wurde. Zur Gemarkung gehört der Weiler Lichtenheim.

## Geschichte
Lichtenau war zur Zeit der christlichen Mission in Bayern im 7. Jahrhundert der mutmaßliche Standort einer Taufkapelle, die einer Kirche im heutigen Ingolstädter Stadtteil Hundszell zugeordnet war; darauf weist das noch erhaltene Patrozinium der Dorfkirche St. Johannes Baptist hin. Allerdings konnten bislang weder von der frühmittelalterlichen Kapelle in Lichtenau, noch von der Missionskirche in Hundszell beweiskräftige archäologische Spuren gesichert werden.
Die erste urkundliche Erwähnung Lichtenaus fällt in das Jahr 1197, als Kaiser Heinrich VI. den Ort seinem Reichshofmarschall Heinrich von Kalden im Rahmen des Pappenheimer Urbar zum Geschenk machte. 1332 fiel es dann wiederum durch Geschenk, diesmal Kaiser Ludwigs des Bayern, an Ludwig von Reichertshofen. Die Eingemeindung nach Weichering erfolgte am 1. Mai 1978.
Die ehemalige Gemeinde Lichtenau hatte eine Fläche von 10,2497 km².
1932 erhielt die Gemeinde den Ort Lichtenheim von der Gemeinde Karlskron.
Zum Stichtag der Volkszählung vom 25. Mai 1987 hatte das ehemalige Gemeindegebiet von Lichtenau eine Bevölkerung von 668, davon 633 im Kirchdorf Lichtenau und 35 im Weiler Lichtenheim.

## Sehenswürdigkeiten

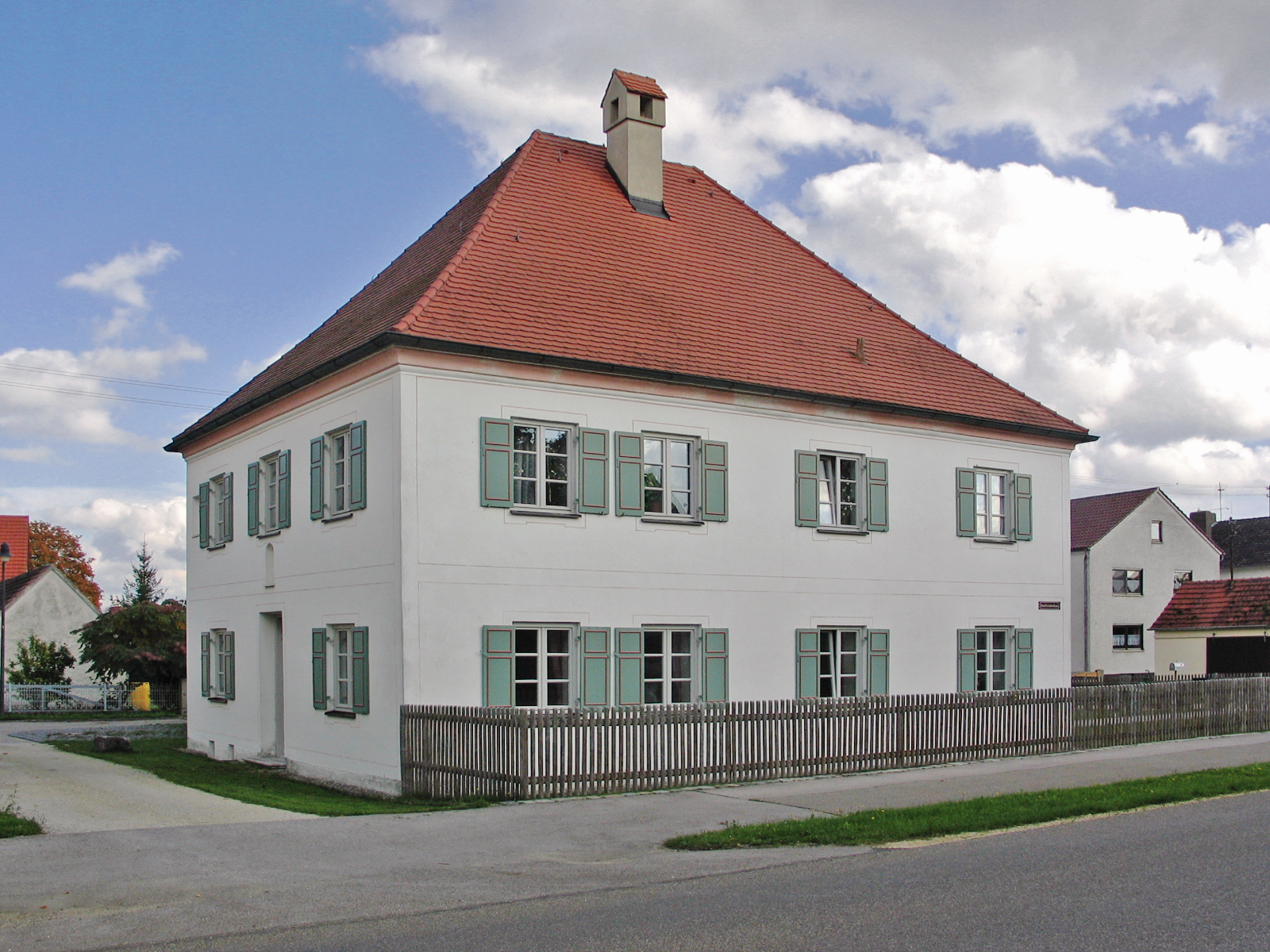
Das Benefiziatenhaus in Lichtenau. Ansicht von Nordwesten. Zustand März 2004.

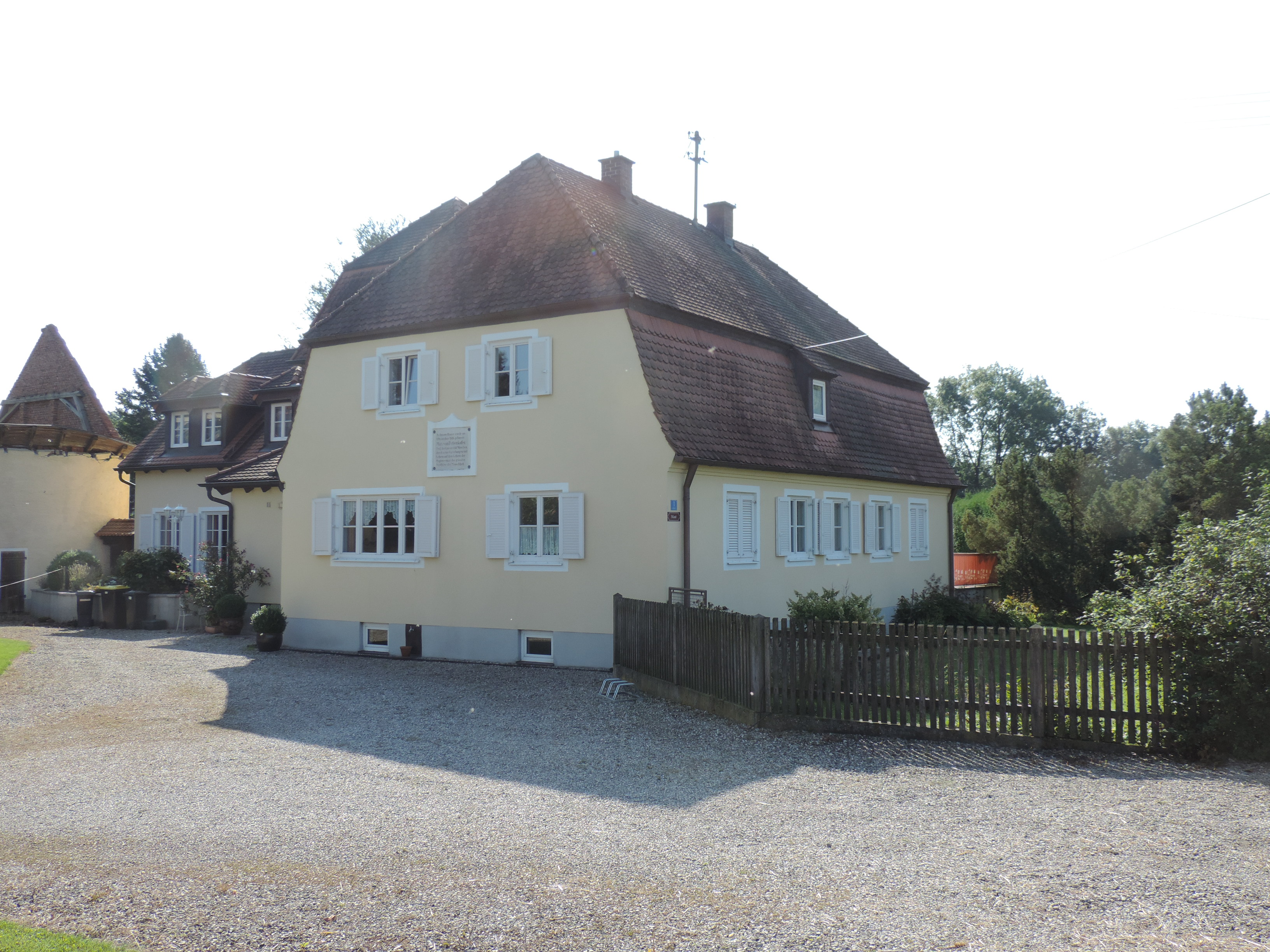
Geburtshaus von Max von Pettenkofer im Ortsteil Lichtenheim

Im historischen Ortskern im Norden Lichtenaus befindet sich die römisch-katholische Benefiziumskirche St. Johannes Baptist, die 1432 erstmals urkundlich erwähnt wurde. Mit Ausnahme des mittelalterlichen Satteldachturms musste die Kirche 1927 wegen Platzmangels nach Plänen von Michael Kurz neu errichtet werden. Sie ist ein bemerkenswertes Beispiel ländlicher Sakralarchitektur der Zwischenkriegszeit. Bei der Renovierung von 2004/08 stellte man die ursprüngliche, starkfarbige Raumfassung wieder her und entfernte das in den 1950er Jahren geschaffene Chormosaik von Michael P. Weingartner. Die zeitgenössische Einrichtung nach Plänen von Kurz ist nahezu vollständig erhalten. An die spätgotische Ausstattung erinnert eine Sakramentsnische aus Haustein, die 1959 aus dem Turminneren an die Nordwand des Chors versetzt wurde.
Unmittelbar südlich der Kirche befinden sich die alte Schule (1904) sowie das ehemalige Benefiziatenhaus, ein einfacher Walmdachbau aus der zweiten Hälfte des 18. Jahrhunderts.

## Persönlichkeiten
- Max von Pettenkofer (1818–1901), deutscher Chemiker und Hygieniker, geboren im Ortsteil Lichtenheim